# Bisceglie
Bisceglie är en stad och kommun i provinsen Barletta-Andria-Trani i regionen Apulien, Syditalien vid Adriatiska havet vid järnvägen Bologna-Brindisi.
Bisceglie har en gammal stadsmur och ett gammalt hohenstaufiskt kastell. Staden är biskopssäte, den gotiska katedralen härrör från 1000-1200-talen. Till de traditionella näringarna hör vin- och olivodling.
Nancy Dell'Olio kommer från Bisceglie.